# Perséphone (film)
Pour les articles homonymes, voir Perséphone et Perséphone (homonymie).
Pour plus de détails, voir Fiche technique et Distribution.
Perséphone est un court métrage belge réalisé par Luc de Heusch (sous le pseudonyme de Luc Zangrie) et sorti en 1951.  
Le film, qui est le seul film du mouvement CoBrA, est un poème dramatique empruntant au monde du rêve le principe du dédoublement des personnages et à la mythologie antique le thème de Perséphone.   

## Synopsis
Perséphone est un essai poétique un peu nébuleux, aux accents surréalistes, renouant avec le cinéma d'avant-garde.

## Fiche technique
- Titre original : Perséphone
- Titre français : Perséphone
- Réalisation : Luc de Heusch
- Scénario : Pierre Alechinsky, Christian Dotremont, Jean Raine (poème)
- Photographie : Roland d'Ursel
- Montage
- Musique : André Souris
- Pays d'origine : Belgique
- Langue originale : français
- Format : noir et blanc
- Genre : court métrage
- Durée : 20 minutes
- Dates de sortie :
  - France : 1951 (Festival d'Antibes)

## Distribution
- Paul Bourgoignie
- Jacques Calonne : un pompier
- Lucien Deroisy
- Marcel Havrenne
- Olivier Strebelle
- Corneille Hannoset[2]

## Production
Perséphone a été tourné dans une maison abandonnée d’Anderlecht.   